# Futebol Clube de Maia
Futebol Clube de Maia je portugalski nogometni klub iz gradića Maie. Klub je utemeljen 1954. godine.

## Vanjske poveznice
Službene stranice  Arhivirana inačica izvorne stranice od 30. svibnja 2013. (Wayback Machine)